# Tiphia lawrencei
Tiphia lawrencei (лат.) — вид ос рода Tiphia из семейства Tiphiidae (Hymenoptera). Индия, Таиланд. 

## Описание
Жалящие перепончатокрылые. Длина тела 12,0—13,0 мм. Мандибула без преапикального зубца; вершина наличника закруглена; латеральная сторона пронотума с отчётливой трансдискальной бороздкой; дорсальная сторона пронотума с поперечным килем, прерванным посередине; метанотум с рассеянной мелкой пунктировкой; мезоскутум с переднемедиальной бороздкой и не соединенными нотаулями; вершинная половина пигидия гладкая; задний базитарзус без бороздки. Личинки предположительно, как и близкие виды, паразитируют на пластинчатоусых жуках (Scarabaeidae, Rutelidae, Cetoniinae). Вид был впервые описан в 1975 году американским энтомологом Гарри Виллисом Алленом (1892—1981), а его валидный статус подтверждён в 2022 году.